# ローレンス・ブルックス
ローレンス・ブルックス（Lawrence Brooks、1909年9月12日 - 2022年1月5日）は、アメリカのスーパーセンテナリアン、退役軍人。ルイジアナ州・ニューオーリンズ出身のアフリカ系アメリカ人の長寿の男性。
第二次世界大戦の軍人としてよく知られていた。
死去時にはイギリスのモリー・ウォーカーが存命中だったため、第二次世界大戦の退役軍人の最高齢者となることはなかった。

## 来歴
1909年9月12日、ルイジアナ州に生まれる。同州のノーウッドで育ち、14人の兄弟がいた 。31歳のときに徴兵され 、第二次世界大戦中にニューギニア島とフィリピンで米国陸軍の第91エンジニア隊に勤めた。 また1941年から1945年まで太平洋戦争の兵士であった。彼は最大で上等兵の階級まで達した 。エンジニア部隊であるブルックスの部隊は、主にインフラストラクチャの構築を任されていた。 しかし、ジム・クロウ法があった当時、突如として軍隊が解散され、白人警官の日常業務を支援することとなった。 また、アフリカ系アメリカ人公民権運動以前の数十年間は、白人からの待遇が良かったと述べた。

### 戦後以降
戦後、引退するまでニューオーリンズでフォークリフトの運転手として働き、5人の子供をもうけた。 2010年代の半ば、国立第二次世界大戦博物館は、毎年恒例であったブルックスの誕生日パーティーを主催し始めた。 妻のレオナは2008年11月に亡くなった。
2021年、ブルックスはニューオーリンズの病院でCOVID-19ワクチンを接種した 。
2022年1月5日にニューオーリンズの自宅で死去。112歳115日没。ジョー・バイデン大統領は彼の死に際し「偽りなく最高のアメリカ人」と哀悼の意を表した。死去に伴い、メリーランド州のエズラ・ヒルが最高齢となった。